# Caroline Johnson
Pour les articles homonymes, voir Johnson.
Caroline Johnson est une pédiatre et femme politique britannique née le 31 décembre 1977.

## Biographie

### Carrière politique
Membre du Parti conservateur, Johnson est candidate à la Chambre des communes pour la première fois lors des élections générales britanniques de 2010 dans la circonscription de Scunthorpe, dans le Lincolnshire. Elle est battue par le travailliste Nic Dakin, mais parvient à faire gagner plus de 4 000 voix aux conservateurs par rapport aux élections de 2005.
Le 10 novembre 2016, Johnson est choisie comme candidate conservatrice à l'élection partielle de Sleaford et North Hykeham, toujours dans le Lincolnshire. Cette élection fait suite à la démission de Stephen Phillips en raison de son opposition à la politique du gouvernement May. Johnson remporte une victoire nette dans ce bastion conservateur, avec 17 570 voix (53,51 %) et plus de 13 000 voix d'avance sur la candidate de UKIP, Victoria Ayling.

### Vie privée
Pédiatre de profession, Johnson vit à Sudbrook (en), à quelques kilomètres de la ville de Sleaford, avec son mari Nik, agriculteur, et leurs trois enfants.